# Talal Asad
Pour les articles homonymes, voir Asad.
Talal Asad, né en avril 1933 à Médine en Arabie saoudite, est un anthropologue américain dont les travaux portent principalement sur le post-colonialisme.

## Carrière
Après ses études de doctorat, Asad effectue des recherches sur le terrain au Nord-Soudan sur les structures politiques des Kababish, un groupe nomade qui s’est formé sous le régime colonial britannique. Il publie The Kababish Arabs: Power, Authority, and Consent in a Nomadic Tribe, en 1970. 
Asad s’intéresse à la religiosité, au pouvoir et à l’orientalisme tout au long de ses études. À la fin des années 1960, il forme un groupe de lecture qui se concentre sur les documents écrits au Moyen-Orient. Il se souvient avoir été frappé par la partialité et la « pauvreté théorique » des écrits orientalistes, par les hypothèses tenues pour acquises et par les questions restées sans réponse. 
Les travaux de Talal Assad portent essentiellement sur le post-colonialisme, les techniques du corps, la religion, l'orientalisme et le sécularisme, avec un intérêt particulier pour le Moyen-Orient contemporain et l'histoire du christianisme.
Il est connu pour avoir développé à partir de 1973 une critique interne de l'anthropologie en contexte de domination coloniale. 
Ses recherches s'inspirent de la méthode généalogique de Nietzsche telle que développée par Michel Foucault, et influencées, entre autres, par les travaux de Marcel Mauss et de Michel de Certeau . Il cite également l'influence inestimable de contemporains et de collègues tels que John Milbank, Stanley Hauerwas, Edward Said, Alasdair MacIntyre et Judith Butler, ainsi que de ses anciens étudiants Saba Mahmood et Charles Hirschkind. Ce réseau intellectuel diversifié a façonné l'approche unique d'Asad pour étudier la société, la culture et la dynamique du pouvoir, laissant un impact durable sur le domaine des sciences sociales.
Après le coup d’État de 2013 en Égypte, Asad écrit un essai, (trad.) Réflexions sur la tradition, la religion et la politique en Égypte aujourd’hui dans lequel il aborde les notions de révolution et de tradition d’Hannah Arendt .  
Il est professeur distingué de CUNY Graduate Center. Il siège également au Conseil de la recherche économique et sociale en Angleterre (Economic and Social Research Council) et au Conseil de la recherche en sciences sociales aux États-Unis (Social Science Research Council).
Depuis 2023, l'université Ibn Haldun d'Istanbul en Turquie décerne les prix Talal Asad pour les meilleures thèses de fin d'études en sociologie. 

## Biographie
Talal Asad est le fils du diplomate, écrivain et hyperpolyglotte juif autrichien volontairement converti à l'islam - domaine dont il devient un spécialiste - Muhammed Asad (né Leopold Weiss 1900-1992), et de la saoudienne musulmane Munira Hussein Al Shammari. Le couple divorce peu avant le troisième mariage de son père. 
Né en 1932 en Arabie Saoudite, Talal vit son enfance en Inde puis au Pakistan ; son père fait notamment partie du Mouvement pour le Pakistan. Il est interné comme « ennemi étranger » en 1939 dans un camp par les autorités britanniques des Indes, puis rejoint par son épouse et son fils,. On les transfère dans un autre camp de détention pour familles, près de Bombay où sont emprisonnés des Juifs germaniques ayant fui le nazisme vers l'est, et même des nazis. Seuls musulmans du camp, les Asad y restent pendant toute la durée de la guerre.
De son côté, toute la famille juive de son père est assassinée dans les camps d'extermination nazie de la Shoah, durant la Seconde Guerre mondiale. En apprenant cette nouvelle, c'est la seule fois où Talal voit son père pleurer.
Au Pakistan, Talal fréquente un pensionnat missionnaire chrétien. Il est également un ancien élève du lycée St. Anthony de Lahore. 
À 18 ans, il va étudier l'architecture à Oxford en Angleterre, avant de découvrir l'anthropologie en Écosse et en Angleterre - discipline dont il dit qu'elle « était amusante, mais je n'étais pas terriblement fait pour ça ». Il obtient un diplôme de premier cycle en anthropologie à l'université d'Édimbourg en 1959. Il continue à se former en anthropologie culturelle, obtenant à la fois une licence en lettres et un doctorat de l'université d'Oxford, terminé en 1968. Le mentor d'Asad à Oxford était l'anthropologue social réputé E. E. Evans-Pritchard qu'Asad cite dans plusieurs de ses travaux,. 
Alors qu'il fréquente l'université d'Édimbourg, il rencontre Tanya Baker, une autre anthropologue, avec qui il se marie en 1960 ; tous deux terminent leurs recherches de doctorat à Oxford.
À propos de ses nationalités, il indique : « Lorsque j'ai échangé mon passeport saoudien contre un passeport pakistanais, je suis devenu membre du Commonwealth, ce qui m'a donné la liberté de me déplacer et de travailler comme je le souhaitais... Mais finalement, je crois que c'est à mon retour du Soudan que j'ai décidé d'obtenir la nationalité britannique ».
Il vit en tant que citoyen américain à New York où il enseigne l’anthropologie à la City University of New York,.

## Publications

### Œuvres remarquables
Genealogies of Religion est publié en 1993. L'objectif de ce livre est d'examiner de manière critique l'hégémonie culturelle de l'Occident, en explorant la manière dont les concepts et les pratiques religieuses occidentales ont façonné la manière dont l'histoire est écrite. Le livre traite d'une variété de sujets historiques allant des rites européens médiévaux aux sermons des théologiens arabes contemporains. Ce qui les relie tous, selon Asad, est l'hypothèse selon laquelle l'histoire occidentale a la plus grande importance dans le monde moderne et que ses explorations devraient être la préoccupation principale des historiens et des anthropologues.
Formations of the Secular est publié en 2003. L’idée centrale du livre est de créer une anthropologie du séculier et de ce que cela implique. Il s'agit de définir et déconstruire d’abord la laïcité et certaines de ses différentes parties. La définition d’Asad pose « laïc » comme une catégorie épistémique , tandis que « laïcité » renvoie à une doctrine politique.  L’intention de cette définition est d’inciter le lecteur à comprendre la laïcité et la laïcité comme plus que l’absence de religiosité, mais plutôt comme un mode de société qui a ses propres formes de médiation culturelle. La laïcité, telle que théorisée par Asad, est également profondément enracinée dans les récits de modernité et de progrès qui se sont formés à partir des Lumières européennes, ce qui signifie qu’elle n’est pas aussi « tolérante » et « neutre » qu’on le croit généralement. À ce sujet, Asad écrit : « Un État laïc ne garantit pas la tolérance ; il met en jeu des structures différentes d’ambition et de peur. La loi ne cherche jamais à éliminer la violence puisque son objet est toujours de réguler la violence ».
En réponse aux attentats du 11 septembre 2001 et à la montée du sentiment anti-islamique qui a suivi, Asad publie en 2007 On Suicide Bombing. Ce livre a pour but de confronter les questions sur la violence politique qui sont au cœur de notre société moderne et de déconstruire les notions occidentales du « terrorisme islamique ». La question centrale du livre n'est pas de se demander pourquoi quelqu'un deviendrait un kamikaze, mais plutôt de réfléchir de manière critique aux raisons pour lesquelles les kamikazes génèrent une telle horreur. Son objectif est de faire comprendre que s'il n'existe pas de « terrorisme justifié », il n'existe pas non plus de « guerre justifiée » et donc d'attirer l'attention des lecteurs sur un examen critique du meurtre, de la mort, du laisser vivre et de laisser mourir dans la politique mondiale moderne.